# Янг, Колвилл
Сэр Колвилл Норберт Янг (англ. Colville Norbert Young; род. 20 ноября 1932) — генерал-губернатор Белиза с 17 ноября 1993 по 30 апреля 2021 года, сменил Элмайру Миниту Гордон.
Один из основателей Объединённой демократической партии, университета Белиза, композитор, автор рассказов, пьес, книг о белизской литературе. Также патрон Организации скаутов Белиза.

## Образование
Сэр Колвилл Янг учился в Белизском университете Святого Майкла (ныне англиканский колледж (АКК)), и получил степень бакалавра английского языка в Университете Вест-Индии, в Моне, Ямайка и также получил степень доктора в области лингвистики в Университете Йорка в Великобритании.

## Политическая карьера
Сэр Колвилл был одним из членов-основателей либеральной партии, политическая партия, которая в конечном итоге стала частью Объединённой гражданской партии (ОГП). Новая партия была заинтересована в развитии Белиза, науки и образования, а после возвращения Колвилла из Великобритании он начал работать в этой области. В конце 1980-х Колвилл стал президентом Университетского колледжа Белиза, одного из пяти институтов Белиза, и был одним из старших преподавателей. Кроме того, он занимался музыкой, и сочинял музыкальные произведения. Он опубликовал ряд книг, в том числе «Литература и образование в Белизе», «Притчи креольского Белиза», и «Карибский угол», и другие. Из них две содержали стихи на английском языке и креольском языке. Из этих книг «Креольская Притча» наиболее известна. В 1993 году, прежде чем стать генерал-губернатором, он опубликовал книгу рассказов под названием «Патаки», получив одобрение от местного сообщества в письменной форме. Его рассказы были опубликованы в Белизе в серии «Истории Белиза».

## Семейная жизнь
Сэр Колвилл Янг имеет двух сестёр (Мирна и Жанна) и младшего брата (Уолли). Он также имеет 3 сыновей и дочь. Старший сын — Колвилл младший, также талантливый музыкант. Его внучка Наташа получила музыкальное образование и окончила Университет Северной Флориды и Университет Флориды. Младший брат Натали, Алоби, в настоящее время изучает музыку на Тайване. Второй сын Колвилла Линн Янг инженер и генеральный директор Белизской компании Belize Electricity Limited, у него четверо детей, Даррел Янг, Бернард Янг, Адриан Янг и Аналез Янг. Третий сын Карлтон Янг также инженер и владелец Young’s Engineering Consultancy, в то время как единственная дочь Морин Янг бухгалтер и живёт во Флориде.

## Приверженность музыке

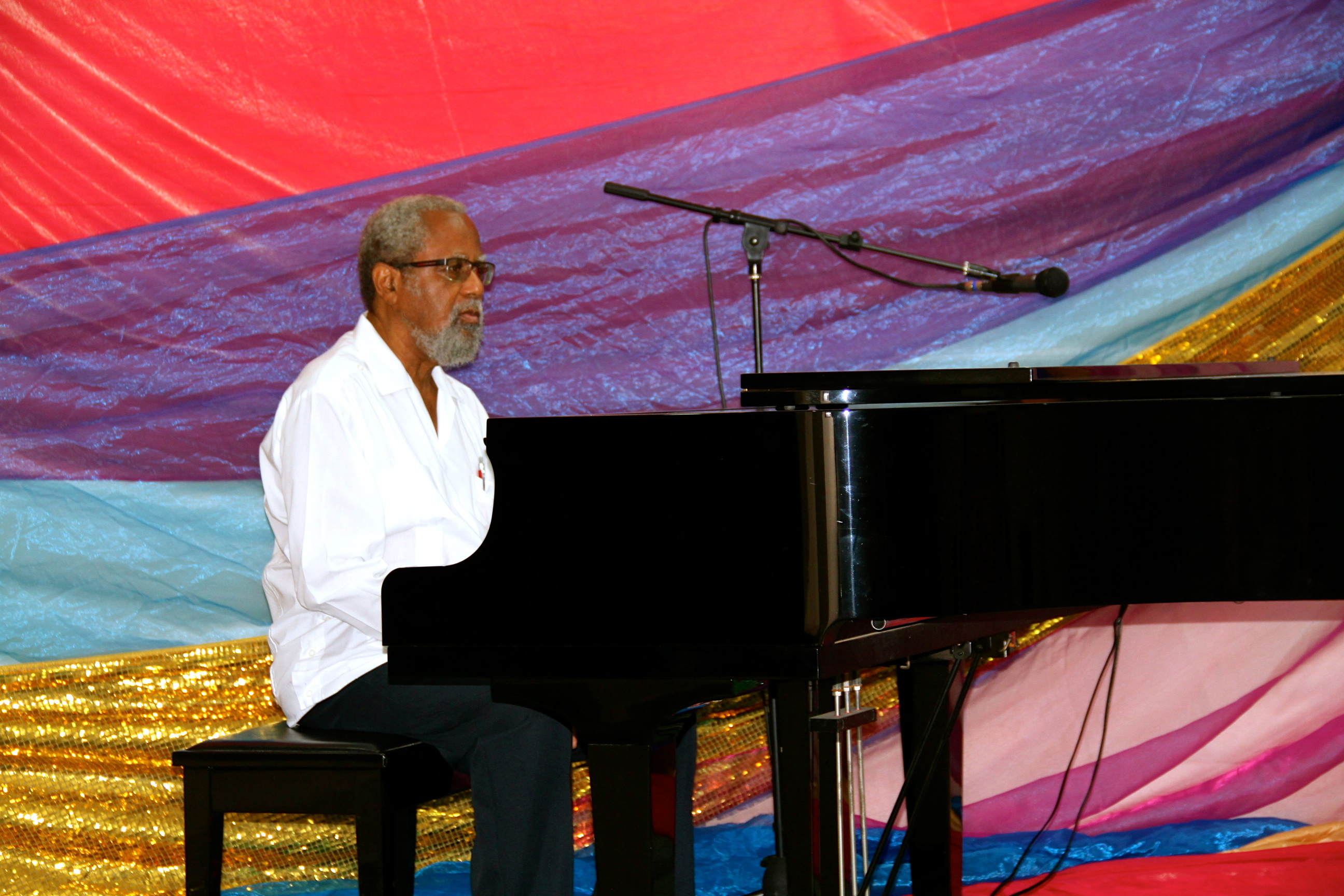
Сэр Колвилл Янг играет на пианино на благотворительном мероприятии BAY Back to School, 2014

Янг заявил о заинтересованности в содействии развитию музыки Белиза. Он активно участвовал в усилиях школ Белиза по сохранению музыки в качестве основного продукта обучения. Сын Янга, Колвилл Янг-младший, является директором Национальной молодёжной симфонии Белиза. В настоящее время Колвилл Янг работает с основателями Оркестра виртуозов Белиза Джоэлем Нагелем и Питером Иллавски, чтобы собрать средства на строительство зрительного зала камерного оркестра в Белизе. Янг учредил программу генерал-губернатора «Музыка в школах», которая работает с зарубежными партнёрами с целью расширения музыки в школах и доступа к музыкальным инструментам.